# Cryptopygus lawrencei
Cryptopygus lawrencei är en urinsektsart som beskrevs av Louis Deharveng 1981. Cryptopygus lawrencei ingår i släktet Cryptopygus och familjen Isotomidae. Inga underarter finns listade i Catalogue of Life.